# Антоніо Луїзі
Антоніо Луїзі (люксемб. Antonio Luisi, нар. 7 жовтня 1994) — люксембурзький футболіст, нападник клубу «Дифферданж 03».
Виступав, зокрема, за клуб «Расінг» (Люксембург), а також національну збірну Люксембургу.

## Клубна кар'єра
У дорослому футболі дебютував 2011 року виступами за команду клубу «Расінг» (Люксембург), в якій провів два сезони, взявши участь у 36 матчах чемпіонату. 
До складу клубу «Дифферданж 03» приєднався 2013 року. Відтоді встиг відіграти за клуб з Дифферданжу 25 матчів в національному чемпіонаті.

## Виступи за збірні
У 2010 році дебютував у складі юнацької збірної Люксембургу, взяв участь у 12 іграх на юнацькому рівні, відзначившись одним забитим голом.
З 2012 року залучався до складу молодіжної збірної Люксембургу. На молодіжному рівні зіграв в одному офіційному матчі, забив 1 гол.
У 2013 році дебютував в офіційних матчах у складі національної збірної Люксембургу. Наразі провів у формі головної команди країни 5 матчів.